# Julian Grupp
Julian Grupp (* 29. Juli 1991 in Schwäbisch Gmünd) ist ein deutscher Fußballspieler. Er spielt für die 1. CfR Pforzheim und wird als Rechtsverteidiger und als defensiver Mittelfeldspieler eingesetzt.

## Karriere
Grupp spielte zunächst beim TSGV Waldstetten und beim 1. FC Normannia Gmünd. Später war er für den VfB Stuttgart und den SSV Reutlingen 05 aktiv. Ab der Saison 2009/10 wurde Grupp in der Herrenmannschaft des SSV Reutlingen eingesetzt. Nach dem Abstieg des SSV in die Oberliga 2010 kam er häufiger zum Einsatz. Im Sommer 2011 wechselte Grupp in die Regionalliga Süd zur SG Sonnenhof Großaspach. Dort wurde er Stammspieler, verpasste jedoch in der Saison 2012/13 viele Spiele aufgrund einer Sprunggelenksverletzung. Zur Saison 2013/14 ging Grupp in die 3. Liga zum SV Wehen Wiesbaden, bei dem er sofort Stammspieler wurde. Sein Vertrag lief bis Sommer 2015. Danach war er vereinslos, bevor er im Oktober 2015 vom SC Freiburg für dessen Regionalliga-Mannschaft verpflichtet wurde.
Nach Ablauf seines Vertrages wechselte Grupp im Juli 2016 für ein Jahr zum Aufsteiger in die Regionalliga TuS Koblenz. Zur Saison 2017/18 verpflichtete ihn der Oberligist 1. CfR Pforzheim.